# Matriz nula
Em matemática, em particular na álgebra linear, uma matriz nula ou matriz zero é uma matriz com todas as suas entradas nulas. Estes são alguns exemplos de matrizes nulas:
{\displaystyle 0_{1,1}={\begin{bmatrix}0\end{bmatrix}},\ 0_{2,2}={\begin{bmatrix}0&0\\0&0\end{bmatrix}},\ 0_{2,3}={\begin{bmatrix}0&0&0\\0&0&0\end{bmatrix}}.}

## Propriedades
O conjunto das matrizes m × n com entradas em um anel K forma um anel {\displaystyle K_{m,n}.} A matriz nula {\displaystyle 0_{K_{m,n}}} em {\displaystyle K_{m,n}} é a matriz com todas as entradas iguais a {\displaystyle 0_{K},} em que {\displaystyle 0_{K}} é o elemento neutro da adição em K.
{\displaystyle 0_{K_{m,n}}={\begin{bmatrix}0_{K}&0_{K}&\cdots &0_{K}\\0_{K}&0_{K}&\cdots &0_{K}\\\vdots &\vdots &\ddots &\vdots \\0_{K}&0_{K}&\cdots &0_{K}\end{bmatrix}}_{m\times n}}
A matriz nula é o elemento neutro da adição em {\displaystyle K_{m,n},}  ou seja, para toda {\displaystyle A\in K_{m,n},} vale
{\displaystyle 0_{K_{m,n}}+A=A+0_{K_{m,n}}=A.}
Existe exatamente uma matriz nula de cada tamanho m × n dado tendo entradas num anel dado, assim, quando o contexto for claro, é comum se referir à matriz nula. Em geral, o elemento zero de um anel é único e normalmente indicado por 0 sem qualquer índice subscrito para indicar o anel subjacente. Deste modo, os exemplos acima representam matrizes nulas sobre qualquer anel.
A matriz nula representa a transformação linear que envia todos os vetores no vetor nulo.
A matriz nula é idempotente, o que significa que, quando é multiplicada por si mesma, o resultado é ela própria.
A matriz nula é a única matriz cujo posto é 0.

## Ocorrências
O problema matricial mortal é o problema de determinar, dado um conjunto finito de matrizes n × n com entradas inteiras, se elas podem ser multiplicadas em alguma ordem, possivelmente com repetição, para produzir a matriz nula. Sabe-se que isso é indecidível para um conjunto de seis ou mais matrizes 3 × 3 ou um conjunto de duas matrizes 15 × 15.
Na regressão por mínimos quadrados ordinária, se houver um ajuste perfeito aos dados, a matriz anuladora é a matriz nula.